# Natalia Estemirova
Natalia Khoussaïnovna Estemirova (en russe : Наталья Хусаиновна Эстемирова) est une journaliste et militante des droits de l'homme russe, née le 28 février 1958 et morte assassinée le 15 juillet 2009.
Elle était membre du conseil d'administration de l'ONG russe Memorial. Son travail a été distingué par l'attribution à cette association, en 2004, du prix Nobel alternatif décerné par le Parlement suédois.
Natalia Estemirova a été enlevée à son domicile de Grozny, en Tchétchénie, le 15 juillet 2009 vers 8 h 30, alors qu'elle travaillait sur des cas « extrêmement sensibles » de violation des droits de l'homme en Tchétchénie. Deux témoins ont vu Natalia Estemirova poussée dans une voiture, pendant qu'elle criait qu'on l'enlevait. Son corps a été retrouvé, portant des blessures par balles à la tête et dans la poitrine, à 16 h 30 le même jour, dans un bois situé à 100 mètres de la route fédérale Kavkaz, près du village de Gazi-Yourt à proximité de Nazran, l'ancienne capitale de l'Ingouchie.

## Biographie
Née dans l'oblast de Sverdlovsk dans le Sud de la Russie, et d'origine russe et tchétchène, Natalia Estemirova a fait des études d'histoire à l'université de Grozny, puis de journalisme à l'université d'État de Moscou, avant de devenir enseignante dans la ville de Grozny jusqu'en 1988.
Natalia Estemirova, mère d'une adolescente et veuve d'un policier tchétchène, avait rassemblé des preuves sur les violations des droits de l'homme en Tchétchénie depuis le début de la seconde guerre de Tchétchénie en 1999. Au cours de l'année 2000, elle devint déléguée à Grozny de l'ONG Memorial, qui lutte pour les droits de l'homme.
Elle reçut le prix Nobel alternatif, le Right Livelihood Award, décerné en 2004 à son organisation Memorial, lors d'une cérémonie au siège du Parlement suédois en 2004. En 2005, elle et Sergueï Kovalev, président de Memorial, ont reçu la médaille Robert Schuman décernée par le groupe du Parti populaire européen,. En octobre 2007, elle reçut la récompense Reach All Women in War, au nom du Nobel Women's Initiative,.
Natalia Estemirova avait travaillé avec la journaliste d'investigation Anna Politkovskaïa et l'avocat des droits de l'homme Stanislav Markelov, tous les deux assassinés également, en 2006 et en 2009, respectivement.

## Assassinat
Natalia Estemirova a été enlevée le 15 juillet 2009 de son domicile à Grozny, en Tchétchénie. Selon Tatiana Lokchina du bureau de Moscou de Human Rights Watch, quatre personnes inconnues, circulant dans une Lada blanche, ont enlevé Natalia Estemirova près de chez elle, à Grozny, le 15 juillet 2009 aux alentours de 8h30 du matin. Ses collègues ont donné l'alerte lorsqu'elle ne s'est pas présentée à une réunion prévue ce matin-là ; ils se rendirent alors chez elle, ont trouvé des témoins et les ont interrogés. Deux témoins auraient déclaré avoir vu Natalia Estemirova être poussée dans une voiture en criant qu'on l'enlevait.
Tatiana Lokchina a dit que Natalia Estemirova avait été enlevée parce qu'elle travaillait sur des cas « extrêmement sensibles » de violations de droits de l'homme en Tchétchénie. Lokchina affirme que Natalia Estemirova a été visée à cause de ses activités professionnelles. Human Rights Watch avait demandé au Kremlin et à Ramzan Kadyrov, le président tchétchène, auteur de menaces contre Natalia Estemirova, qu'elle soit ramenée chez elle saine et sauve.
Vladimir Markin, chargé des relations avec la presse pour le comité d'enquête du procureur général de Russie, a déclaré que le corps d'une femme présentant des blessures par balles à la tête et dans la poitrine avait été retrouvé à 16 h 30 dans un bois à 100 mètres de la route fédérale Kavkaz, près du village de Gazi-Yurt, Nazran.
Les enquêteurs ont trouvé des articles appartenant à Natalia Estemirova dans le sac à main de la femme. Ces articles se trouvaient être un passeport, l'identité de l'expert tchétchène du Commissariat de Russie aux Droits de l'Homme, et le mandat du comité public de supervision pénitentiaire.

## Menaces reçues
Natalia Estemirova était menacée par le président tchètchène, Ramzan Kadyrov, depuis des mois. Le 31 mars 2008, Natalia Estemirova se rend, sans porter le foulard imposé aux femmes, à une convocation de Kadyrov ; il l'accueille alors en lui disant : « Tu dois te comporter comme une femme respectable, pas comme une pute […] Tu me provoques, tu m'excites avec tes cheveux ». Les menaces redoublent à partir de décembre 2008, et, peu avant sa mort, elle reçoit l'appel téléphonique d'un fonctionnaire tchètchène, qui lui déclare : « Tu n'en as plus pour longtemps, tes jours sont comptés ».
Moins d'un mois après la mort de Natalia Estemirova, le président tchètchène explique qu'il est impensable qu'il soit impliqué dans son assassinat, car « pourquoi Kadyrov aurait-il tué une femme dont personne ne voulait ? Elle n'avait ni honneur ni dignité […] Elle ne racontait que des bêtises ».

## Réactions
Rupert Wingfield-Hayes, de la BBC, dont le poste est à Moscou, a rapporté que Natalia Estemirova travaillait sur « des affaires très importantes et très dangereuses », enquêtant sur des centaines de cas d'enlèvements, de torture et d'assassinats présumés par des troupes gouvernementales russes ou des milices en Tchétchénie.

L'organisation Memorial — fondée en 1988 par Andreï Sakharov — a déclaré que la Russie souffrait de terrorisme d'état. Le président de Memorial, Oleg Orlov, a affirmé que Ramzan Kadyrov avait menacé Natalia Estemirova et que Dmitry Medvedev, le président de la Russie, n'avait pas d'objections à ce que Kadyrov, lui-même président de la Tchétchénie, soit un meurtrier. Oleg Orlov a formellement accusé Ramzan Kadyrov, le président pro-russe de Tchétchénie, disant :

« Je sais, je suis sûr de l'identité du coupable, nous le connaissons tous, son nom est Ramzan Kadyrov. »

Le président du Groupe du Parti populaire européen au Parlement européen, Joseph Daul, a condamné les auteurs de l'attentat et demandé l'ouverture d'une enquête pour que les coupables soient amenés devant la justice.
Selon Anne Le Huérou, de la Fédération internationale des droits de l'homme (FIDH), « tout le monde savait que Natalia Estemirova était menacée, elle la première ». Exerçant son activité pour la défense des droits de l'homme en Tchétchénie depuis dix ans, elle était de plus en plus menacée, en particulier depuis l'arrivée au pouvoir de Ramzan Kadyrov, dont elle avait reçu des menaces directes. Car « Ramzan Kadyrov a alors mis en place une véritable terreur d'État, un règne de la peur », précise la FIDH.
Tatiana Lokchina estime que Kadyrov considérait Estemirova comme une Russe qui travaillait en Tchétchénie pour Mémorial. En 2008, quand elle est venue lui rendre visite à la suite de sa convocation, « il a réalisé qu'elle était Tchétchène et qu'il pouvait faire d'elle ce qui lui chantait ». En effet, si Kadyrov a carte blanche pour tuer ou enfermer des Tchétchènes, Moscou ne l'autorise pas à tuer des personnes d'origine russe, explique Igor Kaliapine, chef de l'ONG russe Comité contre la torture.
À la suite des accusations de Memorial, Ramzan Kadyrov a engagé successivement deux procès contre Oleg Orlov. Il en a remporté le premier, entrepris « en défense de [son] honneur, de [sa] dignité et de [sa] réputation », et perdu le deuxième, dans lequel il accusait Orlov de « calomnie »,.
L'enquête sur l'assassinat de Natalia Estemirova piétine, et a été prolongée de deux mois le 15 septembre 2009. La partie civile n'a pas accès au dossier.
Le 15 juillet 2021, à l’occasion du 12e anniversaire de l'assassinat d'Estemirova, Memorial déclare :

« Il est évident pour nous que ce crime a été commis par des agents de structures de force tchétchènes. [...]

L'année écoulée nous a apporté un nouvel éclairage sur la façon dont on prépare et exécute en Russie les meurtres de personnes indésirables pour les autorités : il ne reste aucun doute que ce sont les structures de force de l'État qui se cachent derrière ces crimes, tout en "enquêtant" sur eux par la suite.

Dans ces conditions, il serait naïf de croire que le meurtre de Natacha Estemirova sera élucidé par les instances officielles et que son commanditaire, ses organisateurs et ses exécuteurs seront traduits en justice.

Mais nous sommes sûrs que tôt ou tard, la vérité sur ce crime éclatera au grand jour, et qu'à Grozny, il y aura un monument à la courageuse Nataсha. »

## Funérailles
Natalia Estemirova a été « enterrée mardi, conformément à la tradition musulmane, avant le coucher du soleil, dans un cimetière du village de ses ancêtres, Kochkeldy, dans le district de Gudermes en Tchétchénie »,.
Environ 150 personnes ont assisté à une veillée tenue place Pouchkine à Moscou, 9 jours environ après le meurtre, selon la tradition orthodoxe russe. Après qu'il ne restait plus qu'une vingtaine de personnes, la police a arrêté l'organisateur de cette veillée, Viktor Sotirko de l'organisation Memorial (à laquelle appartenait Natalia Estemirova). Il a été retenu pendant deux heures, et accusé d'avoir perturbé l'ordre. La police affirme que trente personnes seulement ont été sanctionnées pour avoir assisté à la veillée, mais beaucoup plus y ont en réalité assisté.

## Assassinats ultérieurs
Moins d'un mois plus tard, la responsable d'une organisation caritative pour les enfants, Sauvons les générations, Zarema Sadulayeva et son mari Alik Djabrailov ont été trouvés dans le coffre d'une voiture, tués par balle à Grozny,.

## Documentaire
Tchétchénie, qui a tué Natacha ?, documentaire de Mylène Sauloy, (2010)
Ce documentaire a reçu le Grand prix de l'Organisation mondiale contre la torture décerné dans le cadre du 9e Festival de cinéma et forum international sur les droits humains de Genève.

## Écrits
- (en) Chechnya Stricken by ТВ, Institute for War and Peace Reporting: Caucasus Reporting Service 180, 22 mai 2003
- (en) Chechnya: Amnesty Fails to Inspire, Institute for War and Peace Reporting: Caucasus Reporting Service 191, 14 août 2003
- (en) avec Aslambek Badilayev: Grozny Returnees Remain Penniless, Institute for War and Peace Reporting: Caucasus Reporting Service 237, 9 juin 2004
- (en) avec Musa Musayev: Chechnya: Fleeing Villagers Protest, Institute for War and Peace Reporting: Caucasus Reporting Service 293, 30 juin 2005
- (en) The Courage of Anna Politkovskaya, The Nation, 4 octobre 2007
- (ru) Кадет будет сидеть, Novaïa Gazeta, 3 décembre 2007
- (ru) Дети не оставили следов, Novaïa Gazeta, 21 septembre 2008
- (ru) Взяли из детдома, Novaïa Gazeta, 20 octobre 2008
- (ru) Веселится и ликует весь Рамзан, 20 octobre 2008
- (ru) После брани, Novaïa Gazeta, 6 novembre 2008
- (ru) avec Elena Milaschina: Чечня: война поколений, Novaïa Gazeta, 14 janvier 2009
- (ru) Тысячи палачей гуляют на свободе, Novaïa Gazeta, 21 janvier 2009